# Blaindorf
Blaindorf è una frazione di 668 abitanti del comune austriaco di Feistritztal, nel distretto di Hartberg-Fürstenfeld (Stiria). Già comune autonomo, il 1º gennaio 2015 è stato fuso con gli altri ex comuni di Kaibing, Sankt Johann bei Herberstein, Siegersdorf bei Herberstein e Hirnsdorf per costituire il nuovo comune.